# Nyanga
Nyanga je jedna z 9 provincií v Gabonu. Rozkládá se na území o rozloze 21 285 km² a jejím hlavním městem je Tchibanga. Na jihu a na východě provincie hraničí s Kongem.
Je pojmenována po řece Nyanga. Má nejméně obyvatel z gabonských provincií (52 854 podle sčítání v roce 2013). Nejpočetnější etnickou skupinou jsou Punuové.
Provincie má savanové podnebí, které ovlivňuje studený Benguelský proud. Rostou zde stromy s ceněným dřevem jako křídlok a aucoumea, těží se ropa a magnetit.

Nyanga na mapě Gabonu
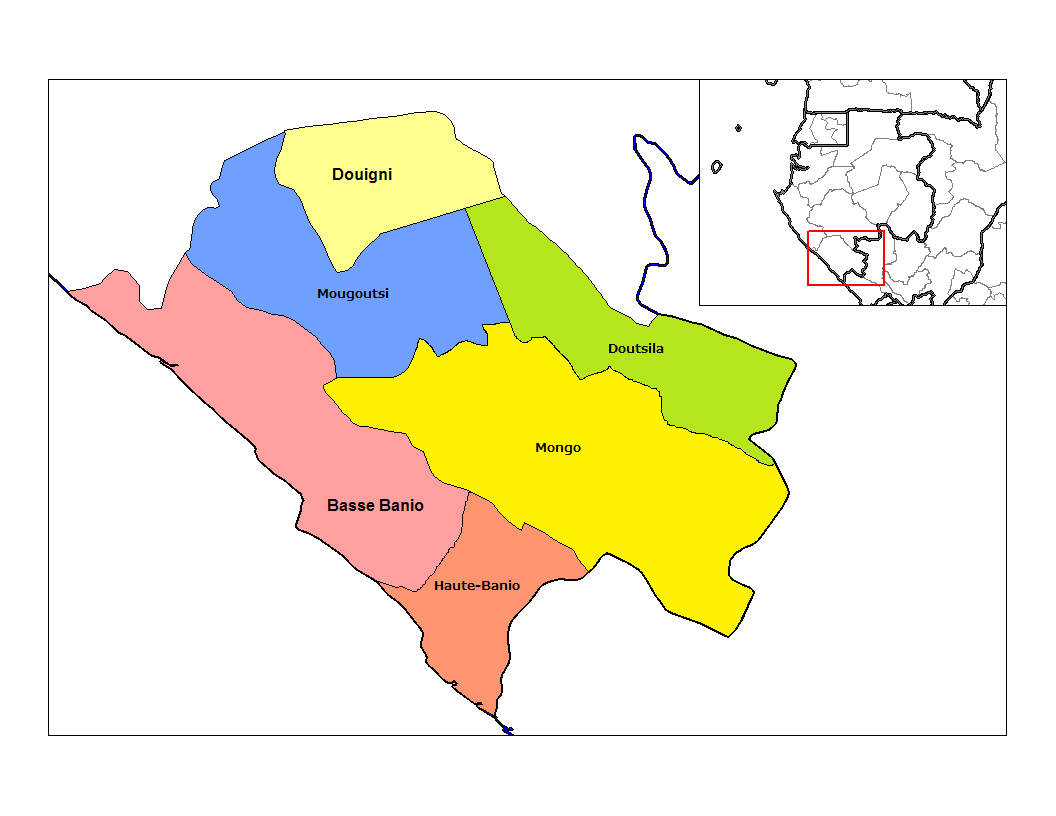
Departmenty provincie Nyanga

## Provinční symboly

### Vlajka
Nyangská vlajka je tvořena bílým listem o poměru stran 2:3 s uprostřed umístěným znakem provincie.

### Znak
Ve znaku Nyangy jsou vyobrazeni dva tarponi vyjadřující, že jde o přímořskou provincii, pila jako odkaz na dřevařství a lev symbolizující ochranu státní hranice.

## Departmenty
Provincie je rozdělena do šesti departmentů:
- Basse-Banio (Mayumba)
- Douigni (Moabi)
- Doutsila (Mabanda)
- Haute-Banio (Minvoul)
- Mongo (Moulingui-Binza)
- Mougoutsi (Tchibanga)